# Up the Walls of the World
Up the Walls of the World este un roman științifico-fantastic din 1978 al scriitoarei americane Alice Sheldon, pe care l-a publicat sub pseudonimul James Tiptree, Jr. A fost primul roman pe care l-a publicat după ce a scris numeroase povestiri cu care a dobândit o reputație serioasă de scriitoare de povestiri.  

## Prezentare
Romanul explorează posibilitatea ca telepatia și alte fenomene psihice să fie reale. Descrie simpatic o încercare de a invada Pământul de către ființe cu abilități telepatice avansate de pe planeta Tyree. 
Se concentrează asupra conștiinței de sine la diferite forme de viață care locuiesc în medii larg diferite, în calculatoare sau într-un amplu locuitor al unui spațiu îndepărtat format dintr-o rețea de noduri distanțate. Abilitatea scriitoarei este de a scrie convingător despre toate aceste ființe. 
Povestea se desfășoară în 3 locuri diferite interconectate: 
- Pe Pământ, într-un laborator de telepatie condus de Marina SUA.
- Pe planeta Tyree, un gigant gazos bogat în viață, locuit de ființe inteligente, asemănătoare cu diavolul de mare sau cu sepia, care se plimbă prin curenții de aer din atmosfera sa vastă.
- În spațiul îndepărtat, Destroyer - Distrugătorul, o entitate inteligentă mai mare decât un sistem solar, dar doar puțin mai dens decât vidul de spațiu și compus din nenumărate noduri legate.

## Vezi și
- 1978 în științifico-fantastic